# Cornelis Dopper
Cornelis 'Kees' Dopper (Stadskanaal, 7 de febrer de 1870 – Amsterdam, 19 de setembre de 1939) fou un compositor holandès.
Estudià al Conservatori de Leipzig on en la secció de piano tingué per professor a Karl Wendling. Actuà alguns anys com a director d'orquestra als Països Baixos i Amèrica. El 1908 fou nomenat director adjunt de l'orquestra de Mengelberg. Representant dels més caracteritzats del nacionalisme musical en el seu país, totes les seves obres, el mateix les dramàtiques que les instrumentals i de cambra, presenten accentuat segell racial, dintre d'una gran originalitat d'idees i de procediments.
Malgrat que va compondre diverses obres de teatre, algunes representades amb èxit a Amsterdam, les seves millors composicions pertanyen al gènere simfònic i coral. En el primer destaquen les seves set simfonies, especialment les titulades Rembrandt, De Amsterdamsche i Zuiderzee-Symphonie, considerades com les més característiques de l'estil de l'autor, i el caprici instrumental Ciacona Gothica, estrenada amb extraordinari èxit el 1920 en els concerts simfònics d'Amsterdam.
També practicà la docència tenint entre els seus alumnes al seu compatriota Martin Spanjaard.